# Rue du prolétaire rouge

Rue du prolétaire rouge est un récit écrit par Nina Kéhayan et Jean Kéhayan paru en 1978.

## Résumé
Le récit se déroule dans l'URSS des années 1970. Le livre est écrit par un couple de Français membres du Parti communiste français (PCF) qui partirent en URSS pour y vivre pendant moins de deux ans. Il raconte la manière dont ils y vécurent entre septembre 1972 et septembre 1974. Ils y décrivent le mode de vie, la prédominance du Parti communiste de l’Union soviétique (PCUS) dans le système, la désorganisation, le manque de liberté, leur désillusion, et la résignation des citoyens.

## Réception
L'ouvrage, discuté lors de l'émission de Bernard Pivot Apostrophes du 10 novembre 1978, fit l'objet d'un scandale à l'intérieur du PCF et de la gauche en général. En réaction à la publication de ce livre et en vue de cette émission, le PCF commande l'ouvrage L'URSS et nous, et un de ses auteurs, Alexandre Adler, conteste lors de l'émission la critique des Kéhayan contre l'URSS. De ce fait, l'ouvrage est débattu au sein du PCF. L'ouvrage est dénoncé en des termes différents par L'Humanité et l’Agence Tass.
Le livre connaît un immense succès en librairie.